# Hans Frederik Fædder-Charisius
Hans Frederik rigsgreve Fædder-Charisius (født de Fædder 14. august 1769 på Refsnæs, død 3. juli 1829 på Constantinsborg) var en dansk godsejer.
Han var søn af Jens Jørgen de Fædder, som var blevet adlet i 1785, og Anna Marie Dorothea Charisius. I 1788 arvede han via sin moder Stamhuset Constantinsborg og fik efter sin tiltrædelse af stamhuset bevilling på at antage navnet Charisius og baron Constantin Marselis' våben. I 1794 blev Fædder-Charisius generalkrigskommissær, og 1. november 1799 blev han sammen med sine søskende ophøjet i den tyske rigsgrevestand. Samme år nedlagde han stamhuset, som blev erstattet med en fideikommiskapital. 29. december 1800 fik han tilladelse til at føre sin tyske grevetitel i Danmark.
11. juni 1790 ægtede han på Willestrup Else Margrethe Hedevig Sophie baronesse Rosenkrantz (14. juli 1768 på Willestrup – 1. juli 1832 på Constantinsborg), datter af baron Iver Rosenkrantz (1740-1815) og Maria Elisabeth Dorothea Lente-Adeler.
Han døde i 1829 og er begravet i Aarhus. Broderen Jens Jørgen Ambrosius de Fædder arvede fideikommisset, men havde ingen børn, som kunne overtage det. I stedet gik det til Hans Krabbe-Carisius.